# Santa María (Tábara)

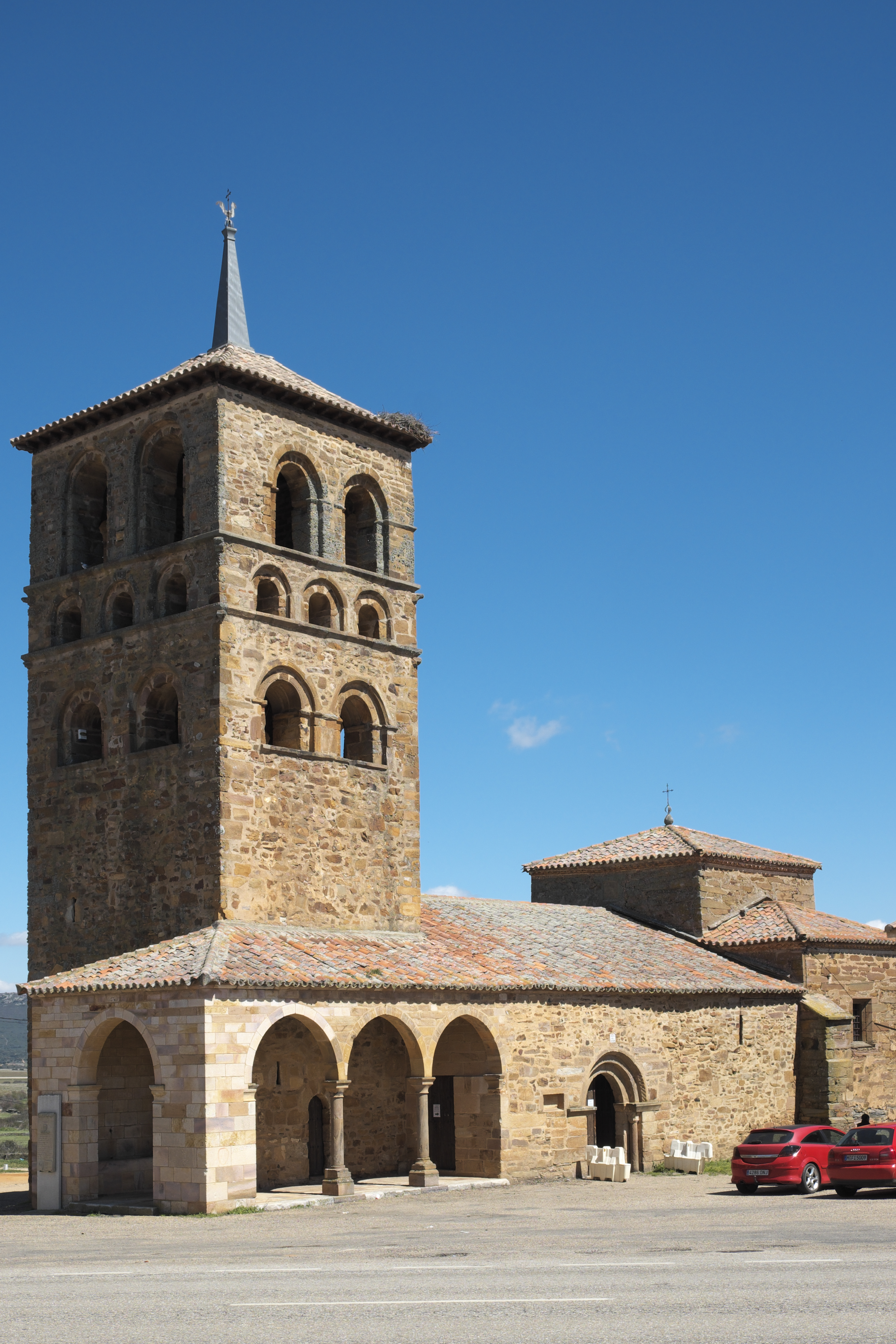
Pfarrkirche Santa María

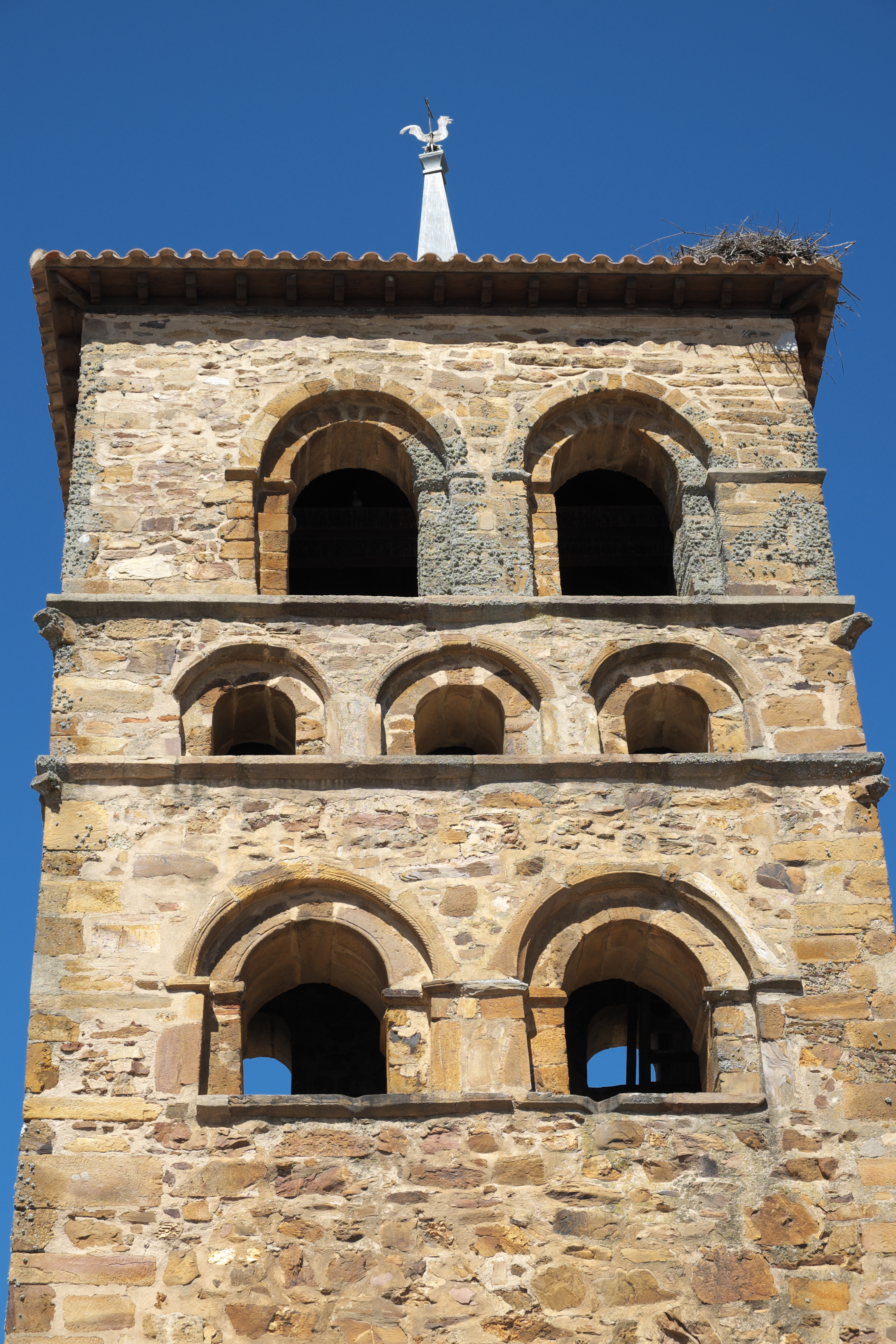
Glockenturm

Die katholische Pfarrkirche Santa María (auch Nuestra Señora de la Asunción) in Tábara liegt 44 km nordwestlich von Zamora, der Hauptstadt der gleichnamigen Provinz in der spanischen Autonomen Region Kastilien-León. Die der Himmelfahrt Mariens geweihte Kirche gehörte ursprünglich zu einem gegen Ende des 9. Jahrhunderts gegründeten Kloster, dessen Skriptorium durch seine mit Buchmalereien verzierte Handschriften Berühmtheit erlangte. Im Unterbau des Glockenturms haben sich noch Mauerreste aus vorromanischer Zeit erhalten. 1931 wurde die Kirche zum Baudenkmal (Bien de Interés Cultural) erklärt.

## Geschichte
Ende des 9. Jahrhunderts gründeten die beiden Mönche Froilán (833–904), der spätere Bischof von León, und Attila (um 850–nach 920), der spätere Bischof von Zamora, das dem Salvator mundi geweihte Kloster San Salvador in Tábara. Nach der Rückeroberung der Gebiete nördlich des Duero förderte der asturische König Alfons III. (866–910) die Wiederbesiedlung dieser Gebiete, wobei Klostergründungen eine wichtige Rolle spielten. Von Froilán ist eine im Jahr 920 entstandene Kopie seiner Biographie erhalten, in der die Klostergründung erwähnt wird. Offensichtlich handelte es sich um ein Doppelkloster, da sich dort bald über sechshundert Mönche und Nonnen niedergelassen haben sollen, wie aus der Vita Sancti Froilani hervorgeht.
Ende des 10. Jahrhunderts wurde das Kloster vermutlich bei den Feldzügen Almansors zerstört. Zu Beginn des 12. Jahrhunderts wurden der Turm und die Kirche im Stil der Romanik wiederaufgebaut. 1137 fand durch den Bischof von Astorga eine erneute Weihe statt. Noch im 12. Jahrhundert ging die Kirche, zu einem nicht genau bestimmbaren Datum, in den Besitz des Templerordens über. In der zweiten Hälfte des 18. Jahrhunderts wurde die Kirche im Stil des Barock umgestaltet.

## Beatus von Tábara

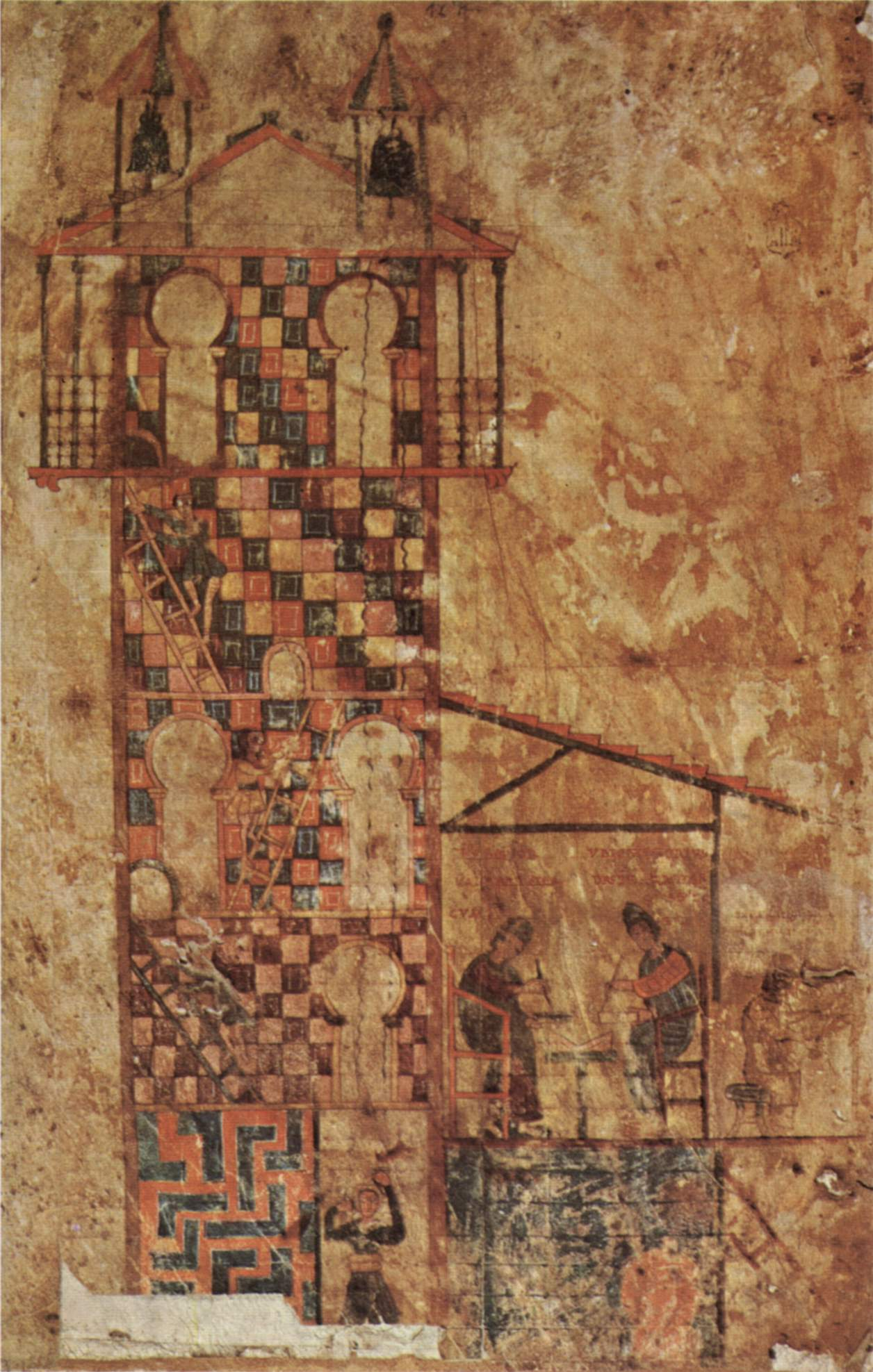
Beatus-Handschrift von Tábara

Im Skriptorium des Klosters von Tábara entstand im 10. Jahrhundert eine mit Buchmalereien versehene Handschrift, der sogenannte Beatus von Tábara, eine Abschrift des nach dem Mönch Beatus von Liébana benannten Kommentars zur Offenbarung des Johannes. Der größte Teil der Miniaturen wurde von dem Mönch Magius/Maius ausgeführt, der im Kloster San Miguel de Escalada den sogenannten Morgan-Beatus vollendet hatte. Nach seinem Tod im Jahr 968 wurde die Tábara-Handschrift von Emeterius, einem Schüler von Magius, zu Ende geführt. Sie ist in westgotischer Schrift abgefasst und enthält an den Rändern Anmerkungen in Arabisch. Auf der letzten Seite findet man die Darstellung des Glockenturms der ehemaligen Klosterkirche. Seine Wände sind von hufeisenförmigen Öffnungen durchbrochen, die Stockwerke sind durch Leitern miteinander verbunden. Unten steht ein Mönch, der mittels zweier Seile die Glocken läutet. Rechts an den Turm schließen sich Räume an, im Skriptorium – die Darstellung gilt als das älteste Bild eines Skriptoriums in der europäischen Kunst – sitzen sich Emeterius und ein mit dem Namen Senior bezeichneter Mönch gegenüber, in einem anderen Raum schneidet ein weiterer Mönche Pergamente zu. Im Kolophon der Handschrift äußert sich Emeterius – mit genauer Datumsangabe – erleichtert über die Vollendung seiner Arbeit:
„Oh Turm von Tábara, du hoher steinerner Turm! Hier im obersten und ersten Raum der Bibliothek saß Emeterius drei Monate lang über seine Aufgabe gebeugt, seine Muskeln waren von der Arbeit mit dem Schreibrohr erschöpft, als er am 6. Tag vor den Kalenden des August im Jahr 1008 der Era in der achten Stunde dieses Buch beendete.“
Die spanische Zeitrechnung Era setzt 38 Jahre vor der christlichen ein, daraus ergibt sich als Datum der Fertigstellung der Handschrift der 26. Juli 970 nach unserer Zeitrechnung. Die Beatus-Handschrift von Tábara wird heute im Archivo Histórico Nacional in Madrid aufbewahrt.

## Architektur

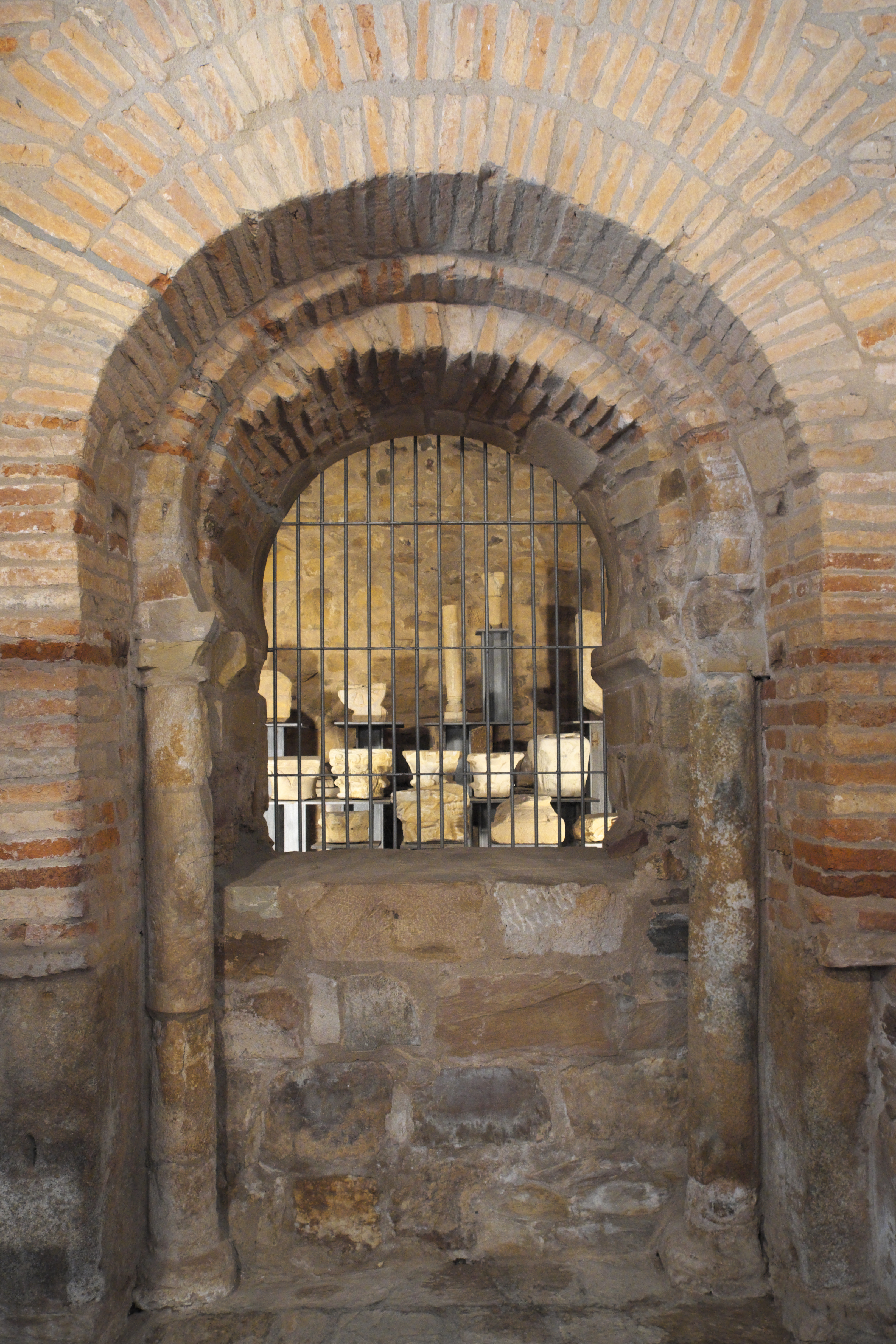
Zugang zur Turmkammer

An der Westfassade erhebt sich der Glockenturm, dessen Unterbau auf mozarabischen Ursprung zurückgeführt wird, wie der mehrfach gestufte hufeisenbogige Zugang vom Langhaus zur Turmkammer belegt. In dieser Kammer werden heute Kapitelle und andere Zeugnisse frühmittelalterlicher Skulpturen ausgestellt. Die drei oberen Stockwerke des Turms stammen aus romanischer Zeit und sind von rundbogigen Klangarkaden durchbrochen.
Zur Kirche öffnen sich zwei Rundbogenportale, ein Nord- und ein Südportal. Das Südportal wird von zwei Archivolten gerahmt, die äußere ist mit einem Schachbrettfries verziert. Von den beiden Säulen ist nur noch die rechte erhalten, die mit einem Blattkapitell versehen ist.

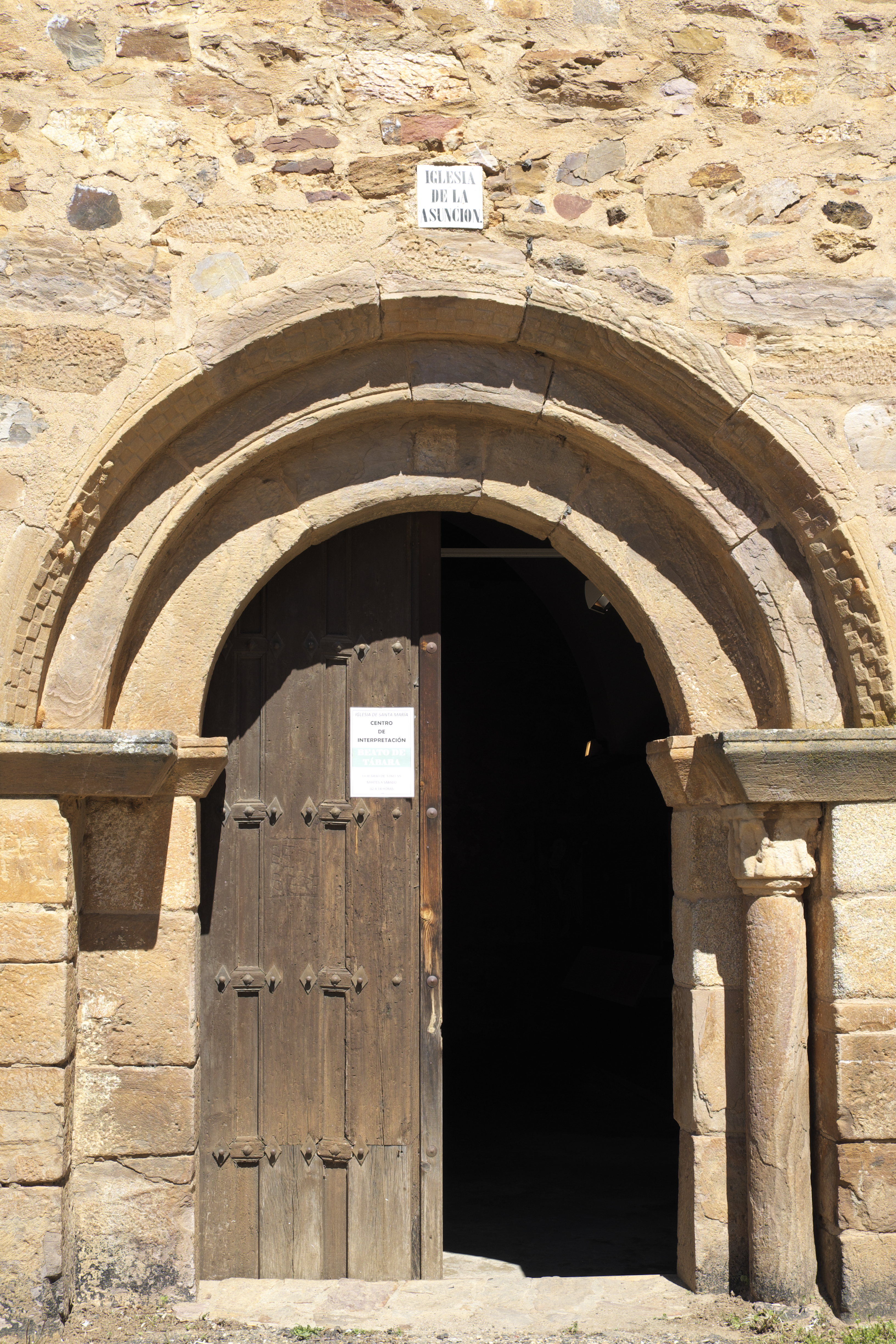
Portal
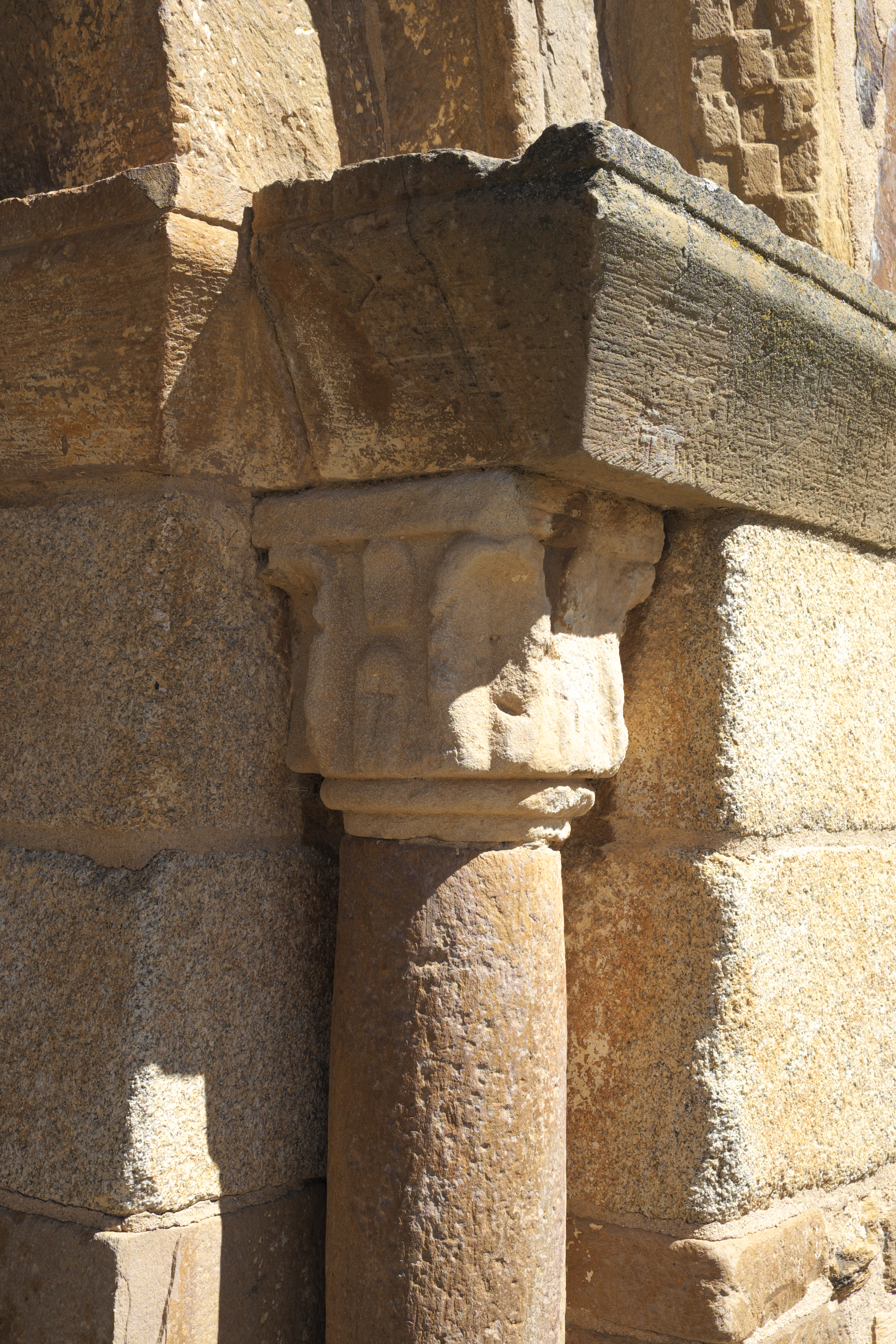
Säule mit Kapitell
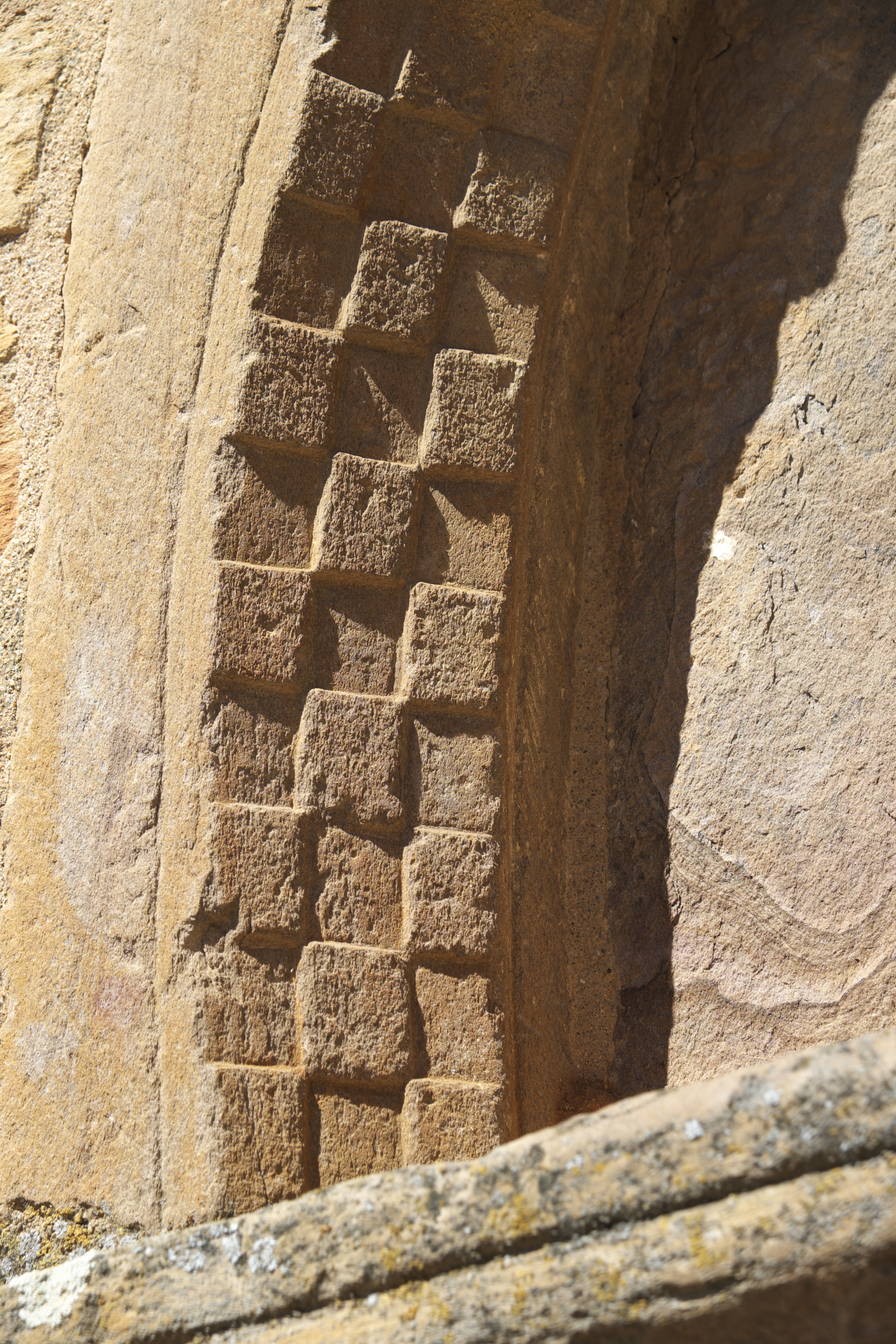
Archivolte mit Schachbrettfries